# 三島市民体育館
三島市民体育館（みしまみんたいいくかん）は、静岡県三島市にある体育館である。

## 概要
1977年、静岡県三島市に竣工。2011年に耐震補強工事を実施した。
三島市を本拠地とするバレーボールSVリーグ所属チームである東レアローズ静岡のホームゲームが開催される。

## 交通
- JR三島駅（北口）から徒歩10分[4]
- 伊豆縦貫自動車道（東駿河湾環状道路）の三島加茂ICから6分[4]
- 三島市自主運行バス「きたうえ号」の光ヶ丘線あるいは沢地線に乗車し「三島市民体育館前」停留所で下車し徒歩1分[4]